# وردریو اینفریر
وردریو اینفریر (به ایتالیایی: Verderio Inferiore) یک کومونه در ایتالیا است که در استان لکو واقع شده‌است.

## خصوصیات
وردریو اینفریر ۳٫۹ کیلومترمربع مساحت و ۲٬۵۳۲ نفر جمعیت دارد.